# کرد الدار بی‌لی
کرد الدار بی‌لی (به لاتین: Kürd Eldarbəyli) یک منطقه مسکونی در جمهوری آذربایجان است که در شهرستان اسماعیللی واقع شده است. این روستا ۷۶۲ نفر جمعیت دارد.